# ماری ادواردز واکر
ماری ادواردز واکر (انگلیسی: Mary Edwards Walker; ۲۶ نوامبر ۱۸۳۲ – ۲۱ فوریهٔ ۱۹۱۹ (۸۶ سال)) یک جراح اهل ایالات متحده آمریکا بود.

## پیشینه
ماری ادواردز واکر یک جراح اهل ایالات متحده آمریکا بود. او همچنین از جمله زنانی بود که به مخالفت با بردگی برخاست. او در جریان جنگ داخلی آمریکا به‌عنوان یک پرستار شروع به فعالیت کرد اما از آنجا که او یک زن بود، کسی به او اعتماد نمی‌کرد، ولی توانست با پشتکار فراوان به دیگران بفهماند که می‌تواند همانند یک مرد، حتی در جبهه‌های جنگ نیز فعالیت کند.او پس از چندی به تنها جراح ارتش تبدیل شد و در جریان همین جنگ بود که به اسارت درآمد. وی همچنین برنده جوایزی همچون نشان افتخار (آمریکا) شده‌است.